# Hussar
Hussar är en ort i Kanada.   Den ligger i provinsen Alberta, i den centrala delen av landet, 2 800 km väster om huvudstaden Ottawa. Hussar ligger 888 meter över havet och antalet invånare är 176.
Terrängen runt Hussar är platt. Trakten runt Hussar är nära nog obefolkad, med mindre än två invånare per kvadratkilometer..
Trakten runt Hussar består till största delen av jordbruksmark.